# Binnenhuiskunst
Binnenhuiskunst is een studierichting in het deeltijds kunstonderwijs in Vlaanderen.

## Inhoud
Binnen het domein bouwkunst is het in de hogere graad van het deeltijds kunstonderwijs een studierichting waar het accent ligt op tekenen. Een groot gedeelte van de opleiding gaat naar het leren hanteren van toepassingssoftware binnen het architecturaal ontwerpen. Daarnaast staan kleurenleer, perspectieftekenen, kunstgeschiedenis, interieurmaterialenleer op het programma. Via project- en praktijkopdrachten wordt ook aandacht besteed aan de vorming van een eigen ontwerp- en vormgevingsstijl.

Echte binnenhuisarchitecten worden er niet gevormd, dat is eerder voor de professionele bachelor-opleiding in de interieurvormgeving, of op een hoger niveau: bachelor en master in de interieurarchitectuur.